# Mucrocetina
A mucrocetina é um fator aglutinador de plaquetas do veneno de cobra que atua de maneira independente do FvW. Ele se liga especificamente ao GPIbalpha plaquetário (GP1BA) a um local de ligação distinto daquele da flavocetina-A. É isolado do veneno de habu de Taiwan (Protobothrops mucrosquamatus).
Está relacionado com as lectinas do tipo C.